# Hohhot City Stadium
El Hohhot City Stadium (en chino simplificado: 呼和浩特市体育场) es un estadio de usos múltiples en Hohhot, China. Actualmente se utiliza sobre todo para los partidos de fútbol del Inner Mongolia Zhongyou FC. Este estadio tiene capacidad para 51 632 personas. Este estadio fue construido a partir de junio de 2005. Se inauguró el 6 de julio de 2007. Se inauguró una estación de metro que da servicio al estadio en la Línea 2 del metro Hohhot en octubre de 2020.